# Gerry Gray
Gerard "Gerry" Gray (Glasgow, 7 de junho de 1959) é um ex-futebolista profissional escocês naturalizado canadiano, que atuava como meia.

## Carreira
Gerry Gray fez parte do elenco da histórica Seleção Canadense de Futebol da Copa do Mundo de 1986 